# Go West (Lied)
Go West ist ein Popsong der amerikanischen Disco-Band Village People aus dem Jahr 1979. Es baut auf den Harmonien des Kanon und Gigue in D-Dur des deutschen Barockkomponisten Johann Pachelbel auf. Das Stück war kein großer kommerzieller Erfolg, wurde jedoch in der Coverversion der Pet Shop Boys populärer. Heute ist die Melodie auch als Fußballlied beliebt, insbesondere in England und Deutschland.

## Lied
Der Titel des Liedes nimmt Bezug auf den Slogan „Go West, young man“ der US-amerikanischen Manifest-Destiny-Doktrin, wird aber als Verherrlichung von San Francisco als Ziel der Gay-Liberation-Bewegung verstanden.
Das Lied beruht auf der Melodie und Harmonie der Nationalhymne der Sowjetunion und Russlands. Deren zugrunde liegende Akkordfolge entstammt Johann Pachelbels Kanon in D. Im Vereinigten Königreich verkaufte sich die Single über 200.000 Mal.

## Coverversion der Pet Shop Boys
Am 6. September 1993 veröffentlichten die Pet Shop Boys eine überarbeitete Danceversion, die auch eine zusätzliche Strophe enthält. Im Gegensatz zum Original wurde diese Version, wie die meisten Songs der Pet Shop Boys, vorwiegend  mit elektronischen Instrumenten (Synthesizern, Computern etc.) aufgenommen.
Das computeranimierte Musikvideo stellte Go West in einen anderen Kontext. Verschiedene an die Sowjetunion angelehnte Bildelemente und eine Gruppe Uniformierter, die eine lange Treppe hochmarschiert, an deren Ende die Freiheitsstatue wartet, lassen das Stück als Ausdruck der Sehnsucht nach dem „Goldenen Westen“ erscheinen, die nach dem Zusammenbruch der Sowjetunion in Osteuropa verbreitet war.
Die Single der Pet Shop Boys belegte für drei Wochen in den deutschen Singlecharts die Chartspitze, war 14 Wochen in den Top-10 und 25 Wochen in den Charts. Darüber hinaus platzierte sich Go West für sieben Wochen an der Chartspitze der deutschen Airplaycharts. In Österreich, der Schweiz und dem Vereinigten Königreich erreichte die Single Rang zwei.
In einer fast zehnminütigen Extended Version, zu der auch ein Video gedreht wurde, wandelt sich das Stück etwa ab der Hälfte vom bis dahin poppigen Sound in eine Art Acid Techno.

## Bearbeitungen

### Als Fußballlied
Die Melodie von Go West ist von Anhängern verschiedener Vereine aufgenommen worden, so von Arsenal London und West Bromwich Albion.
Im deutschsprachigen Raum wurde der Song erstmals von Anhängern von Borussia Dortmund beim UEFA-Cup-Achtelfinalspiel bei Brøndby IF am 25. November 1993 (1:1) mit dem Text „Olé, jetzt kommt der BVB“ verwendet. Hunderte von Dortmunder Fans – viele von ihnen mit bloßem Oberkörper bei winterlichen Temperaturen – sangen diese Fassung ununterbrochen während der gesamten zweiten Halbzeit, in der das Dortmunder Ausgleichstor fiel.
Bei Unterstützern anderer Vereine wird meist der Text „Steht auf, wenn ihr […] seid“ gesungen ([…] steht für die Anhänger eines Vereins). Die Fans des FC Schalke 04 erfanden diese Fußballhymne angeblich 1997 im UEFA-Cup Halbfinal-Rückspiel gegen C.D. Teneriffa mit der Absicht, die Gäste auf der Ehrentribüne im Parkstadion zu animieren aufzustehen und sich an der Welle, die von der Nordkurve ausging, zu beteiligen. Schalke gewann nach 120 Minuten mit 2:0 im Rückspiel. Besonders auffällig wurde der breiten Öffentlichkeit die Aufforderung zum Aufstehen auch bei der Siegesfeier im Parkstadion nach dem gewonnenen UEFA-Cup, als Zuschauer andere Zuschauer damit aufforderten, die Mannschaft zu ehren.
Die FIFA übernahm eine Orchestralversion unter dem Titel Stand Up!, gesungen von Patrizio Buanne, als Hymne der Fußball-Weltmeisterschaft 2006. Das Lied wurde immer nach dem Schlusspfiff der einzelnen Spiele gespielt. Anlässlich der Fußball-Europameisterschaft 2008 veröffentlichte Mickie Krause zur Refrainmelodie das gegen die Niederlande gerichtete Schmählied Orange trägt nur die Müllabfuhr, in Anspielung auf die traditionell orangefarbenen Trikots der niederländischen Fußballnationalmannschaft.

### Eishockey
Das Lied ist auch bei Eishockey-Fans populär. Bei den Liveübertragungen der DEL durch Premiere Mitte der 1990er Jahre wurde der Song inklusive Video als Intro der Sendung verwendet und hat seither den Status als „inoffizielle Eishockey-Hymne“. In den Eisstadien wird bei Überlegenheit der eigenen Mannschaft auf die Melodie des Refrains der Text „Und so spielt man Eishockey!“ gesungen.

### Als Filmmusik
2006 erschien eine weitere Coverversion mit dem Titel Steh’ auf, wenn Du auf Zwerge stehst, die im Kinofilm 7 Zwerge – Der Wald ist nicht genug zum Einsatz kam. Im Film Sommersturm ertönt das Lied als Siegesmusik der Rudermannschaft „Queer Schlag“.

### Weitere Cover
J.B.O. parodierte dieses Lied 1997 unter dem Titel Ein Fest. Die Excrementory Grindfuckers coverten es unter den Titel Musik machen andere und schrieben hierfür auch einen komplett neuen Text. Das markante Hauptriff findet auch im Stück Wofür der Band Emscherkurve 77 Verwendung.
Auch in der Neuen Volksmusik wurden Versionen mit eigenem Text produziert: Beim Fest wurde 2018 auf einem Album der Draufgänger veröffentlicht. Von den Dorfrockern erschien 2020 das Musikvideo Hurra, das ganze Dorf ist da. Weiterhin gibt es ein Cover von Sascha Heyna feat. Die Schlagerpiloten, Rhydian Roberts und Roberts Gobziņš (Dod Est). Der Deutschrapper Whitey en Vogue und die Technogruppe 6euroneunzig nutzten die Melodie in ihrem Lied Halz Maul, das sich gegen Neonazis richtet.